# 黄紹竑
黄 紹竑（こう しょうこう）は、中華民国・中華人民共和国の軍人・政治家。国民政府（国民革命軍）の軍人で、李宗仁・白崇禧とともに新広西派（新桂系）の主要指導者の一人であった。別名は紹雄。字は季寛。

## 事跡

### 新広西派の成立
大地主の家庭に生まれ、桂林の兌沢高等小学を卒業後、1910年（宣統3年）春に広西陸軍小学第4期として入学した。このとき、第3期の李宗仁と同学になり、また、校内で革命派の思想の影響を受けている。
1911年に辛亥革命が勃発すると、黄紹竑は武昌・南京で学生軍として革命派に参加した。1912年（民国元年）秋、武昌陸軍第2予備学校に入学している。卒業後の1915年（民国4年）、保定陸軍軍官学校第3期に入学し、このときに白崇禧・夏威と同学になった。1916年（民国5年）に卒業して広西省に戻り、広西新軍模範営などに属している。
1920年（民国9年）の粤桂戦争で桂軍（広西軍）が粤軍（広東軍）に敗北すると、黄紹竑は桂軍の主力から離脱する形で百色に移駐した。このとき、軍備強化のためアヘン取引を掌握するなどしている。その後も広西省内では混乱が続き、黄紹竑は様々な勢力と離合を繰り返していく。
1923年（民国12年）秋、黄紹竑は李宗仁率いる定桂軍に参加し、白崇禧らもこれに合流して新広西派の基礎が固まった。1924年（民国13年）5月より、新広西派は、旧広西派の陸栄廷・沈鴻英との三つ巴の戦いを開始した。6月、南寧に定桂聯軍司令部が設置されると、李宗仁が総指揮、黄紹竑が副総指揮、白崇禧が前敵総指揮となった。8月までに、新広西派は広西の3分の2を掌握している。

### 新広西派での活躍

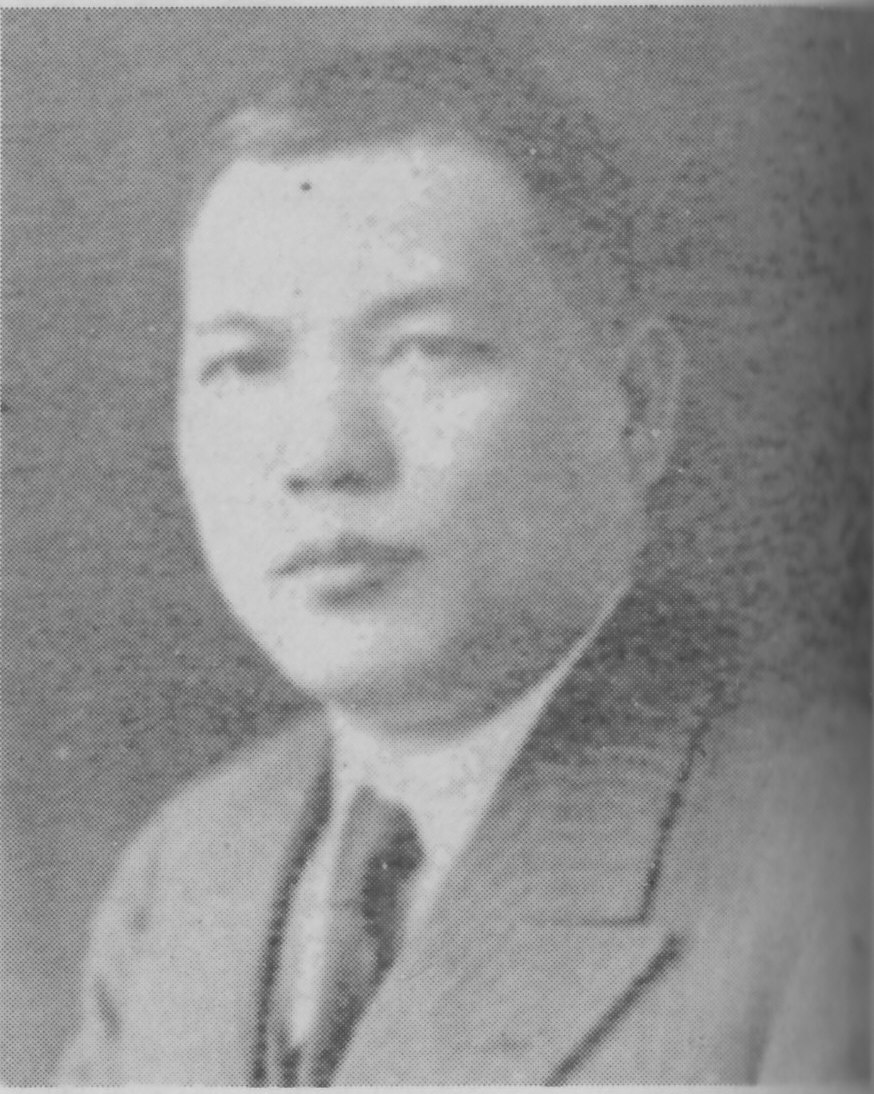
黄紹竑別影

11月、黄紹竑は李済深の招請に応じて広州を訪問し、中国国民党に加入した。広西に戻ると、李宗仁は広西善後督弁、黄紹竑は同会弁に任ぜられた。1925年（民国14年）、新広西派はついに広西を統一する。9月、黄紹竑は広西省政府民政庁庁長に任ぜられ、広西省の内政改革に取り組んだ。黄紹竑は内政手腕にも優れ、その好成績から「新広西」として国内でも評判になった。
1926年（民国15年）3月、李宗仁率いる軍は国民革命軍第7軍に改組され、李宗仁が軍長、黄紹竑は同軍党代表となった。同年夏、国民政府の下での制度改正に伴い、黄紹竑は広西省政府主席に任ぜられた。1927年（民国16年）4月の上海クーデターでは、蔣介石の意を受けて、黄紹竑も部下の黄旭初に中国共産党粛清を命じた。また、南昌起義の鎮圧、張発奎・黄琪翔率いる反蔣粤軍の撃破の指揮もとった。
しかし1929年（民国18年）3月、蔣桂戦争が勃発すると、黄紹竑も桂軍として蔣介石軍と戦うことになる。一時は、兪作柏らの離反により、李宗仁・白崇禧らとともに香港へ逃れざるを得なかった。しかし、まもなく広西が大混乱に陥ったため、3人は同年11月に再び新広西派の指導者として返り咲くことが出来た。1930年（民国19年）、またしても李宗仁らに反旗を翻した呂煥炎を、黄紹竑は撃破している。
同年の中原大戦で反蔣介石軍が敗北すると、黄紹竑は第15軍軍長兼広西省政府主席の地位を捨てて下野する。以後、蔣介石への徹底抗戦は困難と考え、黄紹竑は新広西派から事実上離脱して南京入りした。1931年（民国20年）、広州非常国会の反蔣運動への対抗上から、一時的に蔣介石から広西軍務善後督弁に任命されたが、現地には向かうことが出来なかった。1932年（民国21年）5月、内政部長代理に任命されている。

### 浙江省などでの活動
1934年（民国23年）12月、黄紹竑は浙江省政府主席に任ぜられ、1936年（民国25年）12月、湖北省政府主席に異動した。1937年（民国26年）に日中戦争が勃発すると、第2戦区副司令長官として山西省の閻錫山を補佐した。
同年11月、呼び戻されて浙江省政府主席に再任され、さらに第3戦区遊撃総司令も兼ねた。杭州が日本軍により陥落させられてからは、省会（省都）を頻繁に移し変えながらも抗戦を継続し、最後まで戦い抜いた。また、この間に、中国共産党との政治的交流も開始している。
1946年（民国35年）3月、共産党との交流などを蔣介石に猜疑された黄紹竑は、浙江省政府主席を罷免された。その後、立法委員、監察院副院長などを歴任する。1948年（民国37年）に李宗仁が副総統選挙に出馬した際には、これを支援して当選に貢献した。
蔣介石が下野に追い込まれ、李宗仁が代理総統となった後の1949年4月、黄紹竑は国民党代表団の1人として和平交渉に赴いた。黄紹竑らは共産党が提示した和平協定を持ち帰ったが、国民党の指導部はそれを拒否する。そのため、黄紹竑は香港に逃れた。同年8月、黄紹竑は44人の著名人士たちとともに香港で国民党からの離脱を宣言する。9月、北平に赴いて中国人民政治協商会議（新政協）に参加した。

### 不遇の晩年
中華人民共和国が成立してからは、黄紹竑は政務院（後の国務院）政務委員、全国人民代表大会常務委員、中国人民政治協商会議全国委員会委員などを歴任した。また、中国国民党革命委員会（民革）中央常務委員にもなっている。しかし、1957年8月、反右派運動の中で、「右派分子」と認定されてしまった（1962年1月、右派認定を取り消された）。文化大革命の時期になると、黄紹竑は四人組から「右派」とみなされ、紅衛兵の迫害を受けた。
1966年8月31日、失意の黄紹竑は北京市の自宅で自殺した。享年72（満70歳）。文化大革命後に四人組が失脚すると、黄紹竑の名誉は回復され、1982年12月、北京で民革による追悼会が開催された。

## 参考資料
- Huang Shaohong （写真付）
- (rulers of) Administrative Divisions, China
- THE ZHUANG AND THE 1911 REVOLUTION
- 胡啓望・項美珍「黄紹竑」中国社会科学院近代史研究所『民国人物伝 第12巻』中華書局、2005年。ISBN 7-101-02993-0。
- 范銀飛他「黄紹竑」『民国高級将領列伝 4』解放軍出版社、1999年。ISBN 7-5065-1121-5。
- 黄紹竑『五十回憶』岳麓書社、1999年。ISBN 7-80520-968-5。
- 李宗仁口述、唐徳剛撰写『李宗仁回憶録』広西人民出版社、1988年。ISBN 7-219-00473-7。
- 莫済杰・陳福林主編『新桂系史 第1巻』広西人民出版社、1991年。ISBN 7-219-01885-1。
- 劉寿林ほか編『民国職官年表』中華書局、1995年。ISBN 7-101-01320-1。

| 先代（創設） | 広西省政府主席1926年6月 - 1929年5月 | 次代伍廷颺 |

| 先代呂煥炎 （広西省政府主席） | 広西善後督弁1931年2月 - 7月 | 次代黄旭初 （広西省政府主席） |

| 先代馮玉祥 | 内政部長（代理）1932年5月 - 1934年12月 | 次代黄郛 |

| 先代魯滌平 | 浙江省政府主席1934年12月 - 1936年7月 | 次代白崇禧 |

| 先代白崇禧 | 浙江省政府主席1936年9月 - 12月 | 次代朱家驊 |

| 先代楊永泰 | 湖北省政府主席1936年12月 - 1937年11月 （1937年10月より何成濬代理） | 次代何成濬 |

| 先代朱家驊 | 浙江省政府主席1937年11月 - 1946年3月 | 次代沈鴻烈 |